# Ricardo Pessoa
Ricardo Ribeiro Pessoa (Salvador, 15 de novembro de 1951), é um engenheiro civil e empresário brasileiro, ex-presidente da empreiteira UTC Engenharia. 
Foi preso e condenado na Operação Lava Jato por corrupção e organização criminosa. Assinou acordo de delação premiada no âmbito da operação.

## Biografia
É filho de Carlos Ribeiro Pessoa e Heloísa de Lima Ribeiro Pessoa. É formado em engenharia civil pela pela Escola de Engenharia da Universidade Federal da Bahia, com especialização em administração de negócios. Recebeu título de benemérito da Assembleia Legislativa do Estado do Rio de Janeiro. Ricardo Pessoa teve seu nome envolvido no escândalo de corrupção da Petrobras, investigado pela força-tarefa do Ministério Público Federal da Operação Lava Jato.

## Denúncia e bloqueio de bens
Em 2 de setembro de 2015, o Procurador Geral da República (PGR), Rodrigo Janot, denunciou o dono da empreiteira UTC Engenharia, Ricardo Pessoa, ao Supremo Tribunal Federal (STF) pelos crimes de corrupção ativa e lavagem de dinheiro, na Lava Jato que investiga o esquema de corrupção na Petrobras e em outras estatais.
Foram bloqueados 10,2 milhões de reais em duas contas de Ricardo Pessoa, apontado pela Polícia Federal como coordenador do 'clube' de empreiteiras que formaram cartel para fraudar contratos com a estatal Petrobras.

## Prisão e condenação
Pessoa foi preso na sétima fase da operação, batizada de Juízo Final por participar do esquema de corrupção da Petrobras, investigado pela força-tarefa do MPF da Operação Lava Jato.
Em 24 de junho de 2016, foi condenado a 8 anos e 2 meses de prisão em ação penal originada a partir da Lava Jato, pelos crimes de corrupção e pertinência à organização criminosa. A pena de Ricardo Pessoa é cumprida em regime aberto diferenciado, que implica proibição de viajar ao exterior, de mudar de domicílio e de se ausentar por mais de 15 dias sem a autorização da Justiça. Pessoa ainda deve apresentar relatórios semestrais sobre suas atividades. O empreiteiro foi absolvido do crime de lavagem de dinheiro por falta de provas.

## CPI da Petrobras
Após ser convocado para CPI da Petrobras e comparecer em 15 de setembro de 2015, Ricardo Pessoa foi confrontado pelo deputado Júlio Delgado (PSB-MG), sobre a acusação feita pelo executivo em delação premiada, de que Delgado teria recebido  150 mil reais de forma ilícita, mas não obteve nenhuma resposta de Pessoa, porque o empreiteiro já havia avisado à CPI que permaneceria em silêncio em razão da delação que naquele momento ainda estaria parcialmente em sigilo.

## Delação premiada
Pessoa assinou acordo de colaboração premiada com a justiça. Apesar de ser o décimo sétimo a assinar a delação, é o primeiro como dono de uma grande empreiteira.